# 光滑平直蚤
光滑平直蚤（学名：Pleuroxus laevis）为盘肠蚤科平直蚤属的动物。分布于瑞典、丹麦、挪威、芬兰、瑞士、英国、德国、法国、捷克、斯洛伐克、匈牙利、俄罗斯、美国以及中国大陆的广东、福建、浙江、江苏、江西、湖北、四川、山东、河北、云南、甘肃、新疆等地，多见于湖泊沿岸、池塘、水潭以及缓流的江河中。